# Hidasi József
Hidasi József, portugálul José Hidasi (Makó, 1926. május 9. – Goiânia, Brazília, 2021. július 19.) ornitológus, múzeumalapító, egyetemi oktató.

## Élete
Makón született; kiskorában csókákat és szarkákat nevelt, érdeklődése már középiskolás évei alatt a madártan felé fordult. Még húszéves kora előtt, 1946-ban elhagyta az országot. Előbb Németországba utazott, majd Franciaországban élt. Lille-ben az egyetem természettudományi karán tanult, mellékállásban textilgyári munkásként és templomi orgonistaként dolgozott. 1950 óta él Brazíliában. Először az agrárminisztériumba került, majd dolgozott a nemzeti múzeumban. Végül az Amazonas dzsungelében kötött ki, ahol a ritka madárfajok tanulmányozásának szentelhette életét. Professzori címet szerzett, a goiâniai Universidade Católica de Goiás egyetemen oktatott. Házasságából öt fia, huszonhárom unokája és négy dédunokája született.

## Munkássága
A brazíliai Goiâniában saját magángyűjteményét felajánlva megalapította az ország első ornitológiai múzeumát, a Museu de Ornitologia-t. Azóta további tizenhat alakult, melyek létrehozásában kezdeményező, ösztönző szerepe volt. 1969-ben félig cserébe, félig ingyen 37 dél-amerikai madarat küldött a Móra Ferenc Múzeumnak. Az 1980-as évek elején közel ötszáz preparátumot ajándékozott szülővárosának; a tárgyanyag Szegedre került, mivel Makón nincs természettudományos gyűjtemény. Jelentős madáranyagot adományozott a budapesti Természettudományi Múzeumnak, és egy látogatása folyományaként a gyöngyösi Mátra Múzeumnak is. Utóbbinak 1987 és 1988 között összesen 186 bőrbe preparált madarat ajándékozott, megalapozva a kiállítóhely madárgyűjteményének egzotikus részlegét. Állatkertet is létesített.
Több madárfaj felfedezője; a rendszertanban egy apró bogár viseli nevét. Tervei között szerepelt egy 40 000 preparátumból és 120 000 egyéb tárgyból álló múzeum létrehozása Makón; végrendelete szerint halála után testét preparálni kell, és kiállítani az általa létrehozott brazíliai múzeumban.